# Ceán Chaffin
Ceán Chaffin (Los Angeles, 26 de junho de 1957) é uma produtora de cinema norte-americana. Ela já ganhou vários prêmios do American Film Institute e foi indicada a múltiplos Academy Awards (Oscars). Chaffin colabora frequentemente com seu marido, o diretor David Fincher.

## Filmografia
- The Game (Vidas em Jogo/O Jogo) (1997)
- Fight Club (Clube da Luta/Clube de Combate) (1999)
- Panic Room (O Quarto do Pânico/Sala de Pânico) (2002)
- Zodiac (Zodíaco) (2007)
- The Curious Case of Benjamin Button (O Curioso Caso de Benjamin Button/O Estranho Caso de Benjamin Button) (2008)
- A Rede Social (The Social Network) (2010)
- The Girl with the Dragon Tattoo (Millennium - Os Homens que Não Amavam as Mulheres) (2011)
- Gone Girl (Garota Exemplar/Em Parte Incerta) (2014)
- Mank (2020)
- O Assassino (The Killer) (2023)

Além de produzir os filmes acima, Chaffin foi produtora executiva da série de TV Mindhunter (2017).